# Wax
Wax  foi uma banda pop americano-britânica da década de 1980. Era composta pelo norte-americano Andrew Gold (1951-2011) e pelo britânico Graham Gouldman (1946-). Os seus maiores sucessos comerciais foram as músicas "Right Between the Eyes", "Shadows" of Love", "Bridge to your Heart" e "Maybe".

## História
A banda Wax ficou conhecida sobretudo pelos  singles  "Bridge To Your Heart" e o megasucesso  "Right Between The Eyes".
No Brasil, a canção "Right Between The Eyes" esteve incluída na trilha sonora internacional da novela Hipertensão da Rede Globo, exibida entre 1986/1987.
A banda produziu três álbuns:  Magnetic Heaven, American English e 100,000 In Fresh Notes entre 1986 e 1989. Andrew Gold e Graham Gouldman continuaram a realizar projectos, vários anos depois, mas o sucesso acabou.
Depois de lutar por anos contra um agressivo câncer, Andrew Gold morreu enquanto dormia, em 3 de junho de 2011.

## Discografia

### Singles
- "Ball And Chain" (1985)
- "Shadows Of Love"(1986)
- "Right Between The Eyes" (1986) UK #60
- "In Some Other World" (1986)
- "Bridge To Your Heart" (1987) UK #12
- "American English" (1987)
- "Anchors Aweigh" (1987)

### Álbuns
- Magnetic Heaven (1986)
- American English (1987) UK #59
- 100,000 In Fresh Notes (1988)